# 론웬 윌리엄스
론웬 헤이든 윌리엄스(영어: Ronwen Hayden Williams, 1992년 1월 21일 ~ )는 남아프리카 공화국의 축구 선수로 현재 마멜로디 선다운스의 주전 골키퍼로 활약하고 있다.